# 1037년

## 연호
- 북송(北宋) 경우(景祐) 4년
- 요(遼) 중희(重熙) 6년
- 일본(日本) 조겐(長元) 10년 / 조랴쿠(長暦) 원년
- 서하(西夏) 대경(大慶) 2년
- 리 왕조(李朝) 통투이(通瑞) 4년

## 기년
- 고려(高麗) 정종(靖宗) 3년
- 북송(北宋) 인종(仁宗) 15년
- 요(遼) 흥종(興宗) 7년
- 서하(西夏) 이원호(李元昊) 6년
- 리 왕조(李朝) 태종(太宗) 10년

## 사건
- 돌궐의 일부 부족이 셀주크 투르크 제국 건국

## 사망
- 이븐 시나, 페르시아의 철학자, 의학자.